# Makoto Saitō (artiste)
Pour les articles homonymes, voir Makoto Saitō (homonymie).
Makoto Saitō (サイトウ マコト, Saitō Makoto) est un graphiste et artiste japonais renommé, né le 21 décembre 1952 à Fukuoka, au Japon. Reconnu pour ses affiches innovantes et provocantes, il a marqué le domaine du design graphique par son approche expérimentale.

## Jeunesse et formation
Makoto Saitō a découvert son talent pour le dessin et la peinture dès l'école primaire. Il a fréquenté le lycée technique de Kokura et, après l'obtention de son diplôme, a entamé une carrière en tant que graveur. Ses premières œuvres ont été exposées internationalement et font partie de la collection du Museum of Modern Art de New York.

## Carrière en design graphique
En 1974, Makoto Saitō rejoint le Nippon Design Center, une agence fondée par Ikko Tanaka, où il se consacre principalement à des travaux commerciaux. En 1982, il fonde sa propre entreprise, Makoto Saitō Design Office Inc.
Ses affiches se distinguent par l'absence quasi totale de texte, privilégiant une communication visuelle directe. Il exprime sa méfiance envers les mots en déclarant : « Je ne fais pas confiance aux mots. Vous pouvez dire n'importe quoi avec des mots. Je préfère un moyen de communication visuel car il permet au message d'être plus direct. »

## Transition vers les beaux-arts
En 2008, il organise une exposition rétrospective majeure intitulée Makoto Saito: Scene [0] au Musée d'Art contemporain du XXIe siècle de Kanazawa, marquant sa transition du design graphique vers les beaux-arts. Depuis lors, il se consacre principalement à la peinture, explorant des thèmes liés à la perception et à la mémoire.

## Style et influence
Le style de Saitō est caractérisé par une esthétique élégante et intense, utilisant des images complexes et souvent dérangeantes pour provoquer une réaction émotionnelle chez le spectateur. Son travail a influencé de nombreux designers et artistes, et il est considéré comme l'une des figures les plus importantes du design d'affiches des vingt dernières années.

## Expositions et collections
Les œuvres de Makoto Saitō ont été exposées et font partie des collections de nombreuses institutions prestigieuses, notamment le Museum of Modern Art (New York), le Victoria and Albert Museum (Londres), le Musée national d'Art moderne de Tokyo et le San Francisco Museum of Modern Art.